# Politisk satir
Politisk satir är en form av satir som riktar sig mot de politiska makthavarna. Politisk satir har nödvändigtvis ingen politisk agenda i sig utan målet är primärt att roa men det kan ändå effektiv visa på det absurda i olika politiska beslut och belysa orättvisor och maktfullkomlighet vilket kan användas politiskt. Politisk satir är därför ofta mer dissekerande än konstruktiv.

## Historia
Ordet satir kommer från latinets satura eller satira som betyder 'fruktskål, fruktfat eller blandrätt'. Termen användes i romersk litteratur om en kåserande diktart som introducerades av Gajus Lucilius (100-talet f.Kr.). Först efter fransk-klassicismen upphörde termen satir att beteckna en särskild diktart och blev ett begrepp använt för att karakterisera litterära verk som i kritiskt syfte gycklar med (det offentliga livets) missförhållanden.
Greken Aristofanes räknas som en av de tidigaste satirikerna. Han drev med toppolitiker som Kleon (som i Riddarna 424 f.Kr.) och religion (på hans tid företrädd av Zeus). Han blev förföljd på grund av makthavarnas missnöje.
En tidig svensk satiriker är Olof von Dalin som 1740 kom ut med boken Sagan om hästen, som skildrar Sveriges öden sedan Kalmarunionens dagar. Sverige framställs som en häst, den stackars Grålle, vars olika ryttare betecknar de svenska kungarna. Dalin är influerad av både Voltaire och av Jonathan Swift, samtida europeiska satiriker.

## Humoristiska grepp
Ironi och sarkasm används som ett mycket vanligt grepp (ofta på ett väldigt skarpt sätt) men även överdrift används flitigt  liksom ordlekar (tvetydighet), parodi, imitation och analogi.

## Kontroverser
Politisk satir är ofta kontroversiell och diskussionen handlar ofta om yttrandefrihetens gränser när grupper upprörs över satir riktad mot kungahuset, religion eller när satiren på annat sätt väcker anstöt. Några samtida exempel är attacken mot Charlie Hebdo, Elisabeth Ohlson Wallins utställning Ecce homo och fotomontaget på kungen och drottningen som skrubbar bort ett hakkors. 
Argument som används mot politisk satir är bland annat att den kan vara smaklös, att den drabbar personer snarare än maktstrukturer och att den kan framstå som oseriös.